# 옥사지리딘

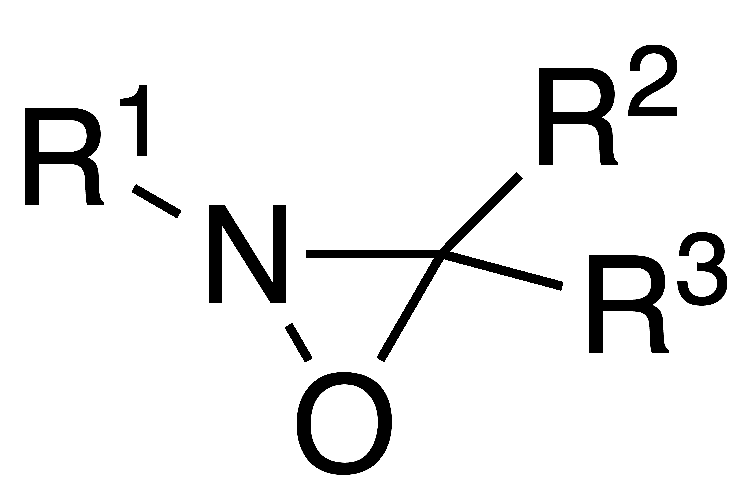
일반적인 옥사지리딘 유도체

옥사지리딘(영어: oxaziridine)은 산소, 질소, 탄소를 포함하는 3원자 헤테로고리를 특징으로 하는 유기 화합물이다. 가장 큰 용도에서 옥사지리딘은 하이드라진의 산업적 생산에서의 중간 생성물이다. 옥사지리딘 유도체는 또한 엔올레이트의 아파 하이드록실화, 올레핀의 에폭시화 및 아지리딘화, 기타 헤테로 원자 전이 반응을 비롯한 다양한 산화를 위한 유기화학의 특수 시약으로 사용된다.

## 같이 보기
- 헤테로고리 화합물